# Eleionomae

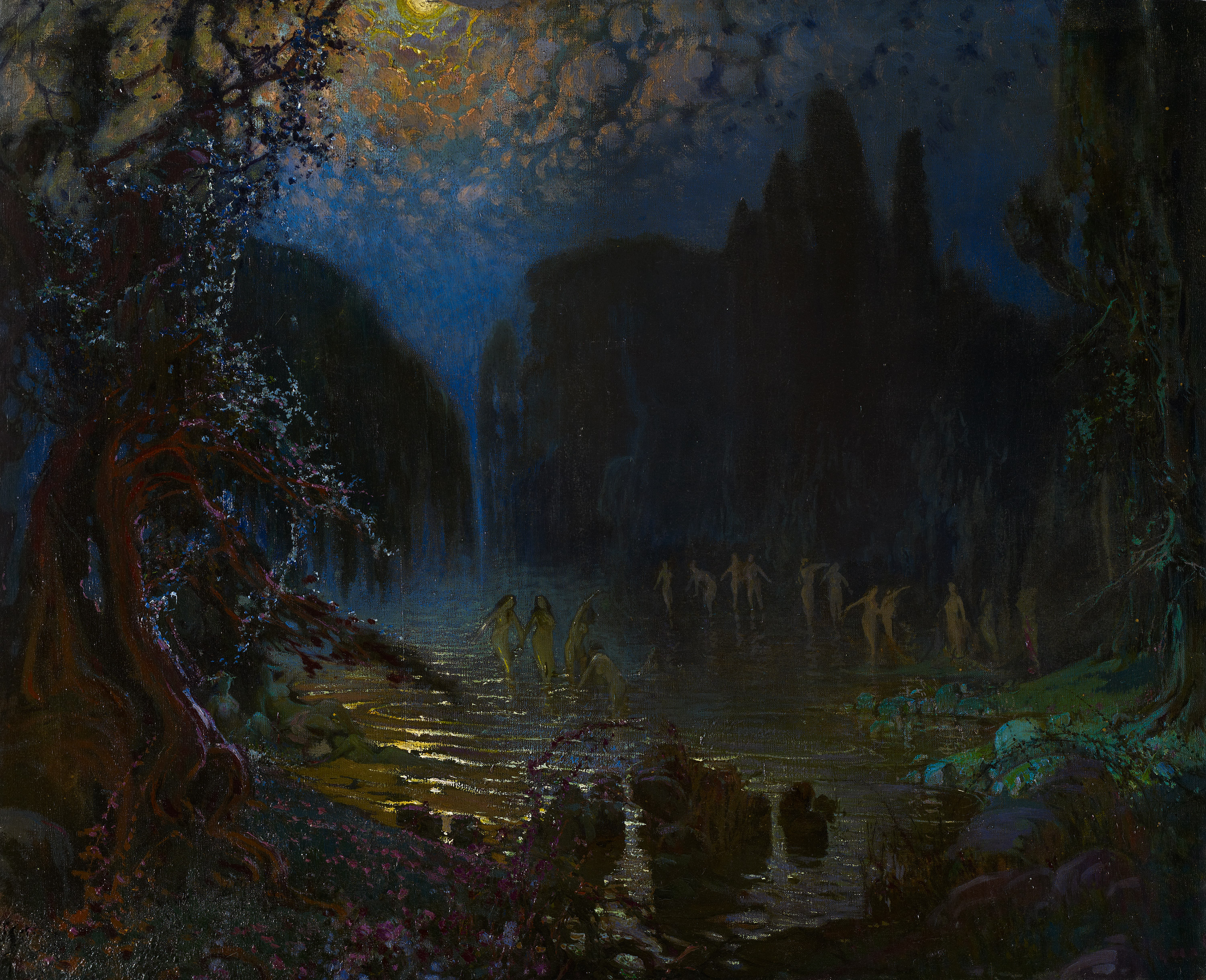
Badende nimfen

De eleionomae (Oudgrieks: νύμφαι ἑλειονόμοι, numfai heleionomoi, 'moerasnimfen') zijn in de Griekse mythologie waternimfen (naiaden) die leefden in moerassen en hen beschermden.